# Agatha Streicher
Agatha Streicher (auch Agathe Streicher; * 1520 in Ulm; † April 1581 ebenda) war eine deutsche Heilkundige und Schwenckfeldianerin. Sie war die erste im deutschsprachigen Raum anerkannte Ärztin.

## Leben und Wirken
Agatha Streichers Vater Augustin († 1522) gehörte der reichsstädtischen Oberschicht in Ulm an. Obwohl sie als Frau keine Universität besuchen konnte, besaß sie ein profundes medizinisches Wissen (eventuell über ihren Bruder Hans Augustin († 1573) erworben, der promovierter Arzt war und dem sie bei seinen Sprechstunden half, bevor sie selbst medizinisch tätig wurde). Auch Agathes ältere Schwester Katharina Streicher (* um 1515; † um 1563) arbeitete in der Praxis ihres Bruders und später ihrer Schwester mit.
1561 leistete sie den Arzteid auf die Ulmer Ordnung, und durfte nun „unverhindert und frei“ allen Kranken in Ulm helfen. Diese Lizenzierung ihrer Ausübung der Heilkunde erfolgte, nachdem Ulmer Ärzte und Apotheker gegen Streichers medizinische Tätigkeit protestiert hatten. Streichers Heilerfolge waren weit über die Grenzen der Stadt bekannt. Zahlreiche hochstehende Persönlichkeiten, etwa die Prinzessin von Hohenzollern, der Bischof von Speyer (1571 und 1580) und der Erzbischof von Mainz (1574), reisten nach Ulm, um sich von ihr in ihrer Praxis beraten und behandeln zu lassen.
Als höchste berufliche Anerkennung wurde sie im September 1576, als in Regensburg der Reichstag tagte, an das Krankenbett von Kaiser Maximilian II. nach Regensburg berufen, wohin sie auf einem vom Ulmer Rat eigens ausgerüsteten Floß mit beheizter Kajüte donauabwärts reiste. Wenngleich sie den erkrankten Kaiser, ebenso wie dessen Leibärzte, nicht mehr heilen konnte, war es ihr doch möglich, sein Leiden zu lindern, und sie soll bis zu seinem Tod am 12. Oktober 1576 an seinem Sterbebett geblieben sein.
Streicher blieb unverheiratet und war auch als Geschäftsfrau erfolgreich und eine wichtige Kreditgeberin für die Stadt Ulm, widmete sich jedoch auch karitativen Aufgaben. Wegen ihrer religiösen Überzeugung als Anhängerin der Schwenckfeldschen Lehre (einer spiritualistischen Bewegung) war sie aber auch Anfeindungen ausgesetzt. Von 1535 bis 1539 hatte sich der Reformator Kaspar Schwenckfeld in Ulm aufgehalten, wo er seine kleine Gemeinschaft begründete, deren Mittelpunkt die Familie von Agathe Streicher bildete. Das Ansehen und die Protektion Agathe Streichers als Ärztin schützte zunächst die Ulmer Schwenckfelder. Der erkrankte Kaspar Schwenckfeld kehrte 1561 heimlich nach Ulm zurück, wo er im Haus Streichers, die ihm nicht mehr ärztlich helfen konnte, starb.

## Trivia
Die Schriftstellerin Ursula Niehaus verarbeitete ihr Leben in dem Roman Die Stadtärztin.

## Ehrungen
- Agathe-Streicher-Weg in Ulm
- Ein Wagen der Straßenbahn Ulm trägt ihren Namen[4]
- Gedenk-Stele auf dem Hans-und-Sophie-Scholl-Platz in Ulm
- Stationäres Hospiz Agathe Streicher in Ulm